# Gioia Lombardini
Maria Gioia Lombardini, más conocida como Gioia Lombardini (19 de junio de 1943), es una primera actriz de televisión nacionalizada venezolana. Se ha destacado en el género de las telenovelas comenzó en Venezuela con la exitosa telenovela de Venevisión Lucecita que le abrió camino para participar en numerosos dramáticos venezolanos, entre sus últimos trabajo destaca su participación en la telenovela de Venevisión Torrente, un torbellino de pasiones donde interpretó a Rebeca Mendizábal.
Sus hijas son la reconocida escritora Perla Farías y la Actriz Gioia Arismendi.

## Telenovelas
- 2013, Las Bandidas, (Eugenia) Televen
- 2008, Torrente, un torbellino de pasiones, (Rebeca Mendizábal) Venevisión
- 2006, Dr. G y las mujeres, (Esperanza) RCTV
- 2006, Por todo lo alto, (Leticia Carrizo) RCTV
- 2005, Ser bonita no basta, (Doña Consuelo Rojas) RCTV
- 2004, ¡Qué buena se puso Lola!, (Beatriz) RCTV
- 2002, Juana, la virgen, (Eva) RCTV
- 2001, La niña de mis ojos, (Julia Antoni) RCTV
- 2000, Mis 3 hermanas, (Eloísa Díaz De Ortega) RCTV
- 1976, La señora de Cárdenas RCTV
- 1976, Sabrina RCTV
- 1973, La mujer prohibida, (Deborah)
- 1973, Gabriela
- 1972, ¿Porqué pecan los hombres?
- 1972, Lucecita, (Mirta)
- 1969, Lisa, mi amor,
- 1968, Rosario, (Iraida) Venevisión
- 1967, Lucecita Venevisión
- 1952, Cento Piccole Mamme